# Dilley
Dilley è un centro abitato degli Stati Uniti d'America situato nella contea di Frio dello Stato del Texas.

## Geografia fisica
Dilley è situata a 28°40′15″N 99°10′11″W (28.670824, -99.169820), sulla Interstate 35 a sud del capoluogo Pearsall.
Secondo lo United States Census Bureau, ha un'area totale di 2,3 miglia quadrate (6,0 km²).

## Società

### Evoluzione demografica
Secondo il censimento del 2000, c'erano 3.674 persone, 955 nuclei familiari e 727 famiglie residenti nella città. La densità di popolazione era di 1.574,3 persone per miglio quadrato (608,8/km²). C'erano 1.158 unità abitative a una densità media di 496,2 per miglio quadrato (191,9/km²). La composizione etnica della città era formata dal 66,93% di bianchi, il 10,40% di afroamericani, lo 0,57% di nativi americani, lo 0,76% di asiatici, il 18,81% di altre razze, e il 2,53% di due o più etnie. Ispanici o latinos di qualunque razza erano il 72,24% della popolazione.
C'erano 955 nuclei familiari di cui il 42,1% aveva figli di età inferiore ai 18 anni, il 49,7% erano coppie sposate conviventi, il 20,0% aveva un capofamiglia femmina senza marito, e il 23,8% erano non-famiglie. Il 21,9% di tutti i nuclei familiari erano individuali e il 9,2% aveva componenti con un'età di 65 anni o più che vivevano da soli. Il numero di componenti medio di un nucleo familiare era di 3,00 e quello di una famiglia era di 3,47.
La popolazione era composta dal 27,9% di persone sotto i 18 anni, il 13,0% di persone dai 18 ai 24 anni, il 35,5% di persone dai 25 ai 44 anni, il 14,9% di persone dai 45 ai 64 anni, e l'8,8% di persone di 65 anni o più. L'età media era di 29 anni. Per ogni 100 femmine c'erano 145,8 maschi. Per ogni 100 femmine dai 18 anni in giù, c'erano 166,9 maschi.
Il reddito medio di un nucleo familiare era di 19.540 dollari, e quello di una famiglia era di 22.021 dollari. I maschi avevano un reddito medio di 26.825 dollari contro i 13.229 dollari delle femmine. Il reddito pro capite era di 20.475 dollari. Circa il 32,6% delle famiglie e il 35,8% della popolazione erano sotto la soglia di povertà, incluso il 42,5% di persone sotto i 18 anni e il 31,3% di persone di 65 anni o più.